# 哈貝爾斯蒂

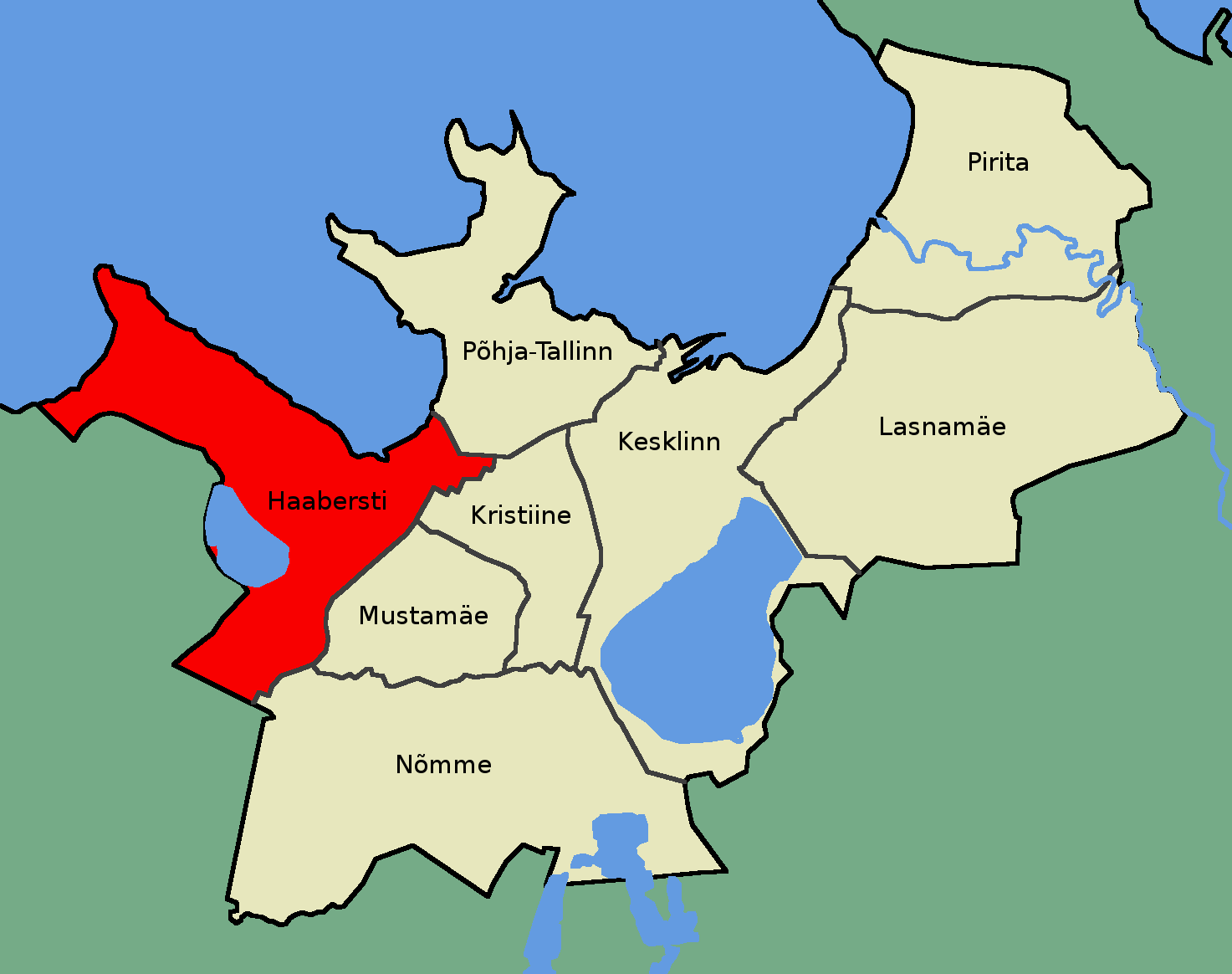
哈貝爾斯蒂區在塔林的位置（红色部分）

哈貝爾斯蒂 是愛沙尼亞首都塔林下轄的八個市區之一。哈貝爾斯蒂下分為12個分區。愛沙尼亞人是該區人口比例最多的民族。2014年11月，哈貝爾斯季有人口43,916人。

## 外部連結
- 官方网站